# Rosja na Zimowym Olimpijskim Festiwalu Młodzieży Europy 2019
Rosję na Zimowym Olimpijskim Festiwalu Młodzieży Europy 2019 reprezentowało 61 zawodników, z czego czworo było rezerwowymi. Cała kadra liczyła 101 osób.
7 lutego w bazie szkoleniowo-treningowym w Nowogorsku Rosyjska Agencja Antydopingowa przeprowadziła szkolenia dla sportowców i trenerów, którzy wezmą udział w zawodach, w celu pozytywnego przejścia kontroli antydopingowych przez Światową Agencję Antydopingową.
Pierwszy medal na festiwalu zdobył Władimir Bałbiekow, który na dystansie 1500 metrów w short tracku zajął drugie miejsce, tracąc do Attily Talabosa z Węgier 0,099 sekundy.
Dzień później drugi srebrny medal wywalczyła Aliona Baranowa w biegu narciarskim na 5 km techniką dowolną. Do zwyciężczyni, którą była Anja Weber ze Szwajcarii, straciła 11,4 sekund. Tego samego dnia brązowy medal zdobył Ilja Anisimow w biathlonowym sprincie na dystansie 7,5 km.
Trzeciego dnia jedyny medal zdobyła Sofija Cypluchina, która była trzecia w biathlonowym biegu na 10 km ze stratą 41,5 sekund do zwyciężczyni.
W czwartkowych zmaganiach reprezentacja zdobyła sześć medali. W narciarskim sprincie dwa srebrne medale zdobyli Aliona Baranowa i Artiom Maksimow. Pierwsza z nich przegrała z Moniką Skinder, natomiast drugi – z Norwegiem Andreasem Bergslandem. Trzecie miejsce zajął Siergiej Wołkow. W hali im. Mirzy Delibašicia łyżwiarze figurowi dorzucili dwa złote medale. W końcowej klasyfikacji najlepsi byli Anna Szczerbakowa i Ilja Jabłokow. Na Bjelašnicy Nikita Kazazajew zdobył srebro w slalomie gigancie w narciarstwie alpejskim. Do zwycięskiego Andreasa Amdahla z Norwegii stracił 0,07 sekundy.
W ostatni dzień festiwalu biegacze narciarscy zdobyli srebrny medal w sztafecie mieszanej 4 × 5 km, ustępując tylko Norwegom. Drugie srebro zdobył również Władimir Bałbiekow, który tym razem zajął  drugie miejsce w wyścigu na 1000 metrów w short tracku. W decydującej walce przegrał z Attilą Talabosem z Węgier.

## Medaliści
| Medal  | Zawodnik                                                            | Dyscyplina            | Konkurencja                   | Data      |
| ------ | ------------------------------------------------------------------- | --------------------- | ----------------------------- | --------- |
| złoto  | Anna Szczerbakowa                                                   | Łyżwiarstwo figurowe  | Solistki                      | 14 lutego |
| złoto  | Ilja Jabłokow                                                       | Łyżwiarstwo figurowe  | Soliści                       | 14 lutego |
| srebro | Władimir Bałbiekow                                                  | Short track           | Wyścig na 1500 m              | 11 lutego |
| srebro | Aliona Baranowa                                                     | Biegi narciarskie     | Bieg na 5 km techniką dowolną | 12 lutego |
| srebro | Aliona Baranowa                                                     | Biegi narciarskie     | Sprint techniką klasyczną     | 14 lutego |
| srebro | Artiom Maksimow                                                     | Biegi narciarskie     | Sprint techniką klasyczną     | 14 lutego |
| srebro | Nikita Kazazajew                                                    | Narciarstwo alpejskie | Slalom gigant                 | 14 lutego |
| srebro | Aliona Baranowa Jegor Łonczakow Jekatierina Miegied Siergiej Wołkow | Biegi narciarskie     | Sztafeta 4× 5 km              | 15 lutego |
| srebro | Władimir Bałbiekow                                                  | Short track           | Wyścig na 1000 m              | 15 lutego |
| brąz   | Ilja Anisimow                                                       | Biathlon              | Sprint na 7,5 km              | 12 lutego |
| brąz   | Sofija Cypluchina                                                   | Biathlon              | Bieg na 10 km                 | 13 lutego |
| brąz   | Siergiej Wołkow                                                     | Biegi narciarskie     | Sprint techniką klasyczną     | 14 lutego |

## Kadra
W Zimowym Olimpijskim Festiwalu Młodzieży Europy wystąpiło 57 zawodników. Czworo było rezerwowymi.
| Imię i nazwisko                      | Data urodzenia            | Dyscyplina            | Płeć |
| ------------------------------------ | ------------------------- | --------------------- | ---- |
| Ilja Siergiejewicz Anisimow          | 21 stycznia 2002(dts)     | Biathlon              | M    |
| Władimir Konstantinowicz Bałbiekow   | 11 września 2002(dts)     | Short track           | M    |
| Aliona Aleksandrowna Baranowa        | 22 stycznia 2001(dts)     | Biegi narciarskie     | K    |
| Nikita Romanowicz Burujanow          | 2 października 2002(dts)  | Hokej na lodzie       | M    |
| Daniił Andriejewicz Christanow       | 1 lutego 2002(dts)        | Hokej na lodzie       | M    |
| Marat Azamatowicz Chusnutdinow       | 17 lipca 2002(dts)        | Hokej na lodzie       | M    |
| Sofija Wasiliewna Cypluchina         | 9 listopada 2001(dts)     | Biathlon              | K    |
| Iwan Michajłowicz Didkowski          | 20 stycznia 2002(dts)     | Hokej na lodzie       | M    |
| Walerija Jewgieniewna Dienisienko    | 2 czerwca 2003(dts)       | Curling               | K    |
| Alina Waleriewna Fachurtdinowa       | 11 października 2003(dts) | Curling               | K    |
| Jegor Michajłowicz Godariew          | 19 maja 2002(dts)         | Biathlon              | M    |
| Artiom Dienisowicz Grusznikow        | 20 marca 2003(dts)        | Hokej na lodzie       | M    |
| Stanisław Nikołajewicz Ilinych       | 3 lutego 2001(dts)        | Biathlon              | M    |
| Ilja Ołehowicz Jabłokow              | 29 września 2003(dts)     | Łyżwiarstwo figurowe  | M    |
| Aleksiej Siergiejewicz Jegorow       | 30 sierpnia 2002(dts)     | Hokej na lodzie       | M    |
| Jekatierina Siergiejewna Jewtiagina  | 3 czerwca 2001(dts)       | Biegi narciarskie     | K    |
| Elwira Andriejewna Kanajewa          | 25 sierpnia 2002(dts)     | Biegi narciarskie     | K    |
| Nikita Dmitriewicz Kazazajew         | 7 czerwca 2001(dts)       | Narciarstwo alpejskie | M    |
| Kiriłł Władimirowicz Kirsanow        | 19 września 2002(dts)     | Hokej na lodzie       | M    |
| Ignat Andriejewicz Kochanin          | 12 stycznia 2002(dts)     | Hokej na lodzie       | M    |
| Anastasija Andriejewna Konstantinowa | 9 marca 2003(dts)         | Short track           | K    |
| Anton Aleksiejewicz Kosołapow        | 30 stycznia 2002(dts)     | Hokej na lodzie       | M    |
| Anna Eduardowna Kowałewska           | 27 października 2003(dts) | Snowboarding          | K    |
| Grigorij Dmitriewicz Krawczenko      | 10 października 2002(dts) | Narciarstwo alpejskie | M    |
| Aleksandr Jewgieniewicz Kudriawcew   | 30 maja 2001(dts)         | Narciarstwo alpejskie | M    |
| Daniił Juriewicz Kuźmin              | 5 kwietnia 2002(dts)      | Hokej na lodzie       | M    |
| Jarosław Dienisowicz Łenczewski      | 14 czerwca 2002(dts)      | Snowboarding          | M    |
| Dmitrij Władisławowicz Łogwin        | 20 sierpnia 2002(dts)     | Curling               | M    |
| Jegor Konstantinowicz Łonczakow      | 11 stycznia 2001(dts)     | Biegi narciarskie     | M    |
| Nikołaj Aleksandrowicz Łysakow       | 27 marca 2003(dts)        | Curling               | M    |
| Kamila Linarowna Magrufowa           | 18 marca 2003(dts)        | Snowboarding          | K    |
| Fiodor Wiaczesławowicz Maksimow      | 5 stycznia 2001(dts)      | Biegi narciarskie     | M    |
| Darja Jewgieniewna Małyszkina        | 19 czerwca 2002(dts)      | Biathlon              | K    |
| Anna Nikołajewna Mazałowa            | 24 czerwca 2002(dts)      | Short track           | K    |
| Aleksandr Andriejewicz Michajłow     | 19 maja 2001(dts)         | Narciarstwo alpejskie | M    |
| Jekatierina Nikołajewna Miegied      | 26 stycznia 2001(dts)     | Biegi narciarskie     | K    |
| Polina Andriejewna Mielnikowa        | 6 marca 2001(dts)         | Narciarstwo alpejskie | K    |
| Pawieł Romanowicz Mieszczakow        | 28 września 2002(dts)     | Biathlon              | M    |
| Szakir Maratowicz Muchamadullin      | 10 stycznia 2002(dts)     | Hokej na lodzie       | M    |
| Bogdan Aleksiejewicz Niefiedow       | 15 lutego 2002(dts)       | Hokej na lodzie       | M    |
| Daniił Andriejewicz Nikołajew        | 11 września 2002(dts)     | Short track           | M    |
| Aleksandra Siergiejewna Nikulszina   | 23 lipca 2001(dts)        | Biathlon              | K    |
| Aleksandr Aleksandrowicz Paszin      | 28 lipca 2002(dts)        | Hokej na lodzie       | M    |
| Wasilij Pawłowicz Ponomariow         | 13 marca 2002(dts)        | Hokej na lodzie       | M    |
| Jarosława Ołehowna Popowa            | 29 lipca 2002(dts)        | Narciarstwo alpejskie | K    |
| Barbara Siergiejewna Romanowa        | 5 listopada 2003(dts)     | Snowboarding          | K    |
| Władimir Ołehowicz Rybkin            | 23 kwietnia 2001(dts)     | Biegi narciarskie     | M    |
| Ilja Andriejewicz Ryczkow            | 30 marca 2002(dts)        | Hokej na lodzie       | M    |
| Daniił Igoriewicz Stiepanow          | 25 lipca 2003(dts)        | Snowboarding          | M    |
| Timofiej Andriejewicz Striukow       | 13 stycznia 2003(dts)     | Snowboarding          | M    |
| Siemion Maksimowicz Szarabarin       | 7 września 2002(dts)      | Hokej na lodzie       | M    |
| Anna Stanisławowna Szczerbakowa      | 28 marca 2004(dts)        | Łyżwiarstwo figurowe  | K    |
| Anna Nikołajewna Szuchowa            | 15 lutego 2002(dts)       | Narciarstwo alpejskie | K    |
| Darja Aleksiejewna Szustrowa         | 25 lutego 2001(dts)       | Narciarstwo alpejskie | K    |
| Igor Aleksiejewicz Tarakanow         | 29 lipca 2003(dts)        | Snowboarding          | M    |
| Pawieł Ilicz Tiutniow                | 25 lipca 2002(dts)        | Hokej na lodzie       | M    |
| Bogdan Aleksandrowicz Triniejew      | 4 marca 2002(dts)         | Hokej na lodzie       | M    |
| Kiriłł Dmitriewicz Waszczilin        | 16 lutego 2002(dts)       | Hokej na lodzie       | M    |
| Siergiej Igoriewicz Wołkow           | 2 maja 2001(dts)          | Biegi narciarskie     | M    |
| Anastasija Aleksandrowna Zienowa     | 26 czerwca 2002(dts)      | Biathlon              | K    |
| Dmitrij Aleksandrowicz Złodiejew     | 15 lutego 2002(dts)       | Hokej na lodzie       | M    |

Rezerwowi
| Imię i nazwisko                   | Data urodzenia         | Dyscyplina           | Płeć |
| --------------------------------- | ---------------------- | -------------------- | ---- |
| Artur Aszotowicz Danijelian       | 17 grudnia 2003(dts)   | Łyżwiarstwo figurowe | M    |
| Alona Siergiejewna Kostorna       | 24 sierpnia 2004(dts)  | Łyżwiarstwo figurowe | K    |
| Aleksandra Wiaczesławowna Trusowa | 23 lipca 2004(dts)     | Łyżwiarstwo figurowe | K    |
| Wiktorija Borisowna Wasiliewa     | 25 listopada 2003(dts) | Łyżwiarstwo figurowe | K    |

## Wyniki

### Biathlon
Dziewczęta
| Zawodniczka           | Konkurencja                | Czas    | Strata  | Pozycja |
| --------------------- | -------------------------- | ------- | ------- | ------- |
| Sofija Cypluchina     | Sprint na 6 km             | 23:04,7 | +51,2   | 7.      |
| Sofija Cypluchina     | Bieg indywidualny na 10 km | 38:58,9 | +41,5   | [ 14 ]  |
| Darja Małyszkina      | Sprint na 6 km             | 26:07,0 | +3:53,5 | 53.     |
| Darja Małyszkina      | Bieg indywidualny na 10 km | 42:48,0 | +4:30,6 | 30.     |
| Aleksandra Nikulszina | Sprint na 6 km             | 23:53,3 | +1:39,8 | 15.     |
| Aleksandra Nikulszina | Bieg indywidualny na 10 km | 42:32,2 | +4:14,8 | 27.     |
| Anastasija Zienowa    | Sprint na 6 km             | 24:00,3 | +1:46,8 | 17.     |
| Anastasija Zienowa    | Bieg indywidualny na 10 km | 40:12,7 | +1:55,3 | 7.      |

Chłopcy
| Zawodnik           | Konkurencja                  | Czas    | Strata   | Pozycja |
| ------------------ | ---------------------------- | ------- | -------- | ------- |
| Ilja Anisimow      | Sprint na 7,5 km             | 24:51,6 | +19,9    | [ 15 ]  |
| Ilja Anisimow      | Bieg indywidualny na 12,5 km | 47:08,4 | +4:21,1  | 9.      |
| Jegor Godariew     | Sprint na 7,5 km             | 27:55,2 | +3:23,5  | 47.     |
| Jegor Godariew     | Bieg indywidualny na 12,5 km | 53:17,7 | +10:30,4 | 61.     |
| Stanisław Ilinych  | Sprint na 7,5 km             | 27:00,7 | +2:29,0  | 32.     |
| Stanisław Ilinych  | Bieg indywidualny na 12,5 km | 48:27,4 | +5:40,1  | 26.     |
| Pawieł Mieszczakow | Sprint na 7,5 km             | 26:34,3 | +2:02,6  | 24.     |
| Pawieł Mieszczakow | Bieg indywidualny na 12,5 km | 51:10,4 | +8:23,1  | 48.     |

Sztafety
| Zawodnicy                                                            | Konkurencja                         | Czas      | Strata  | Pozycja |
| -------------------------------------------------------------------- | ----------------------------------- | --------- | ------- | ------- |
| Sofija Cypluchina Anastasija Zienowa Stanisław Ilinych Ilja Anisimow | Sztafeta mieszana 2×7,5 km + 2×6 km | 1:32:21,9 | +5:23,4 | 11.     |

### Biegi narciarskie
Dziewczęta
| Zawodniczka            | Konkurencja                       | Kwalifikacje | Kwalifikacje | Kwalifikacje | Ćwierćfinał     | Ćwierćfinał     | Półfinał        | Półfinał        | Finał           | Finał           | Finał   |
| Zawodniczka            | Konkurencja                       | Wynik        | Strata       | Pozycja      | Wynik           | Pozycja         | Wynik           | Pozycja         | Wynik           | Strata          | Pozycja |
| ---------------------- | --------------------------------- | ------------ | ------------ | ------------ | --------------- | --------------- | --------------- | --------------- | --------------- | --------------- | ------- |
| Aliona Baranowa        | Bieg na 7,5 km techniką klasyczną | —            | —            | —            | —               | —               | —               | —               | 27:59,7         | +2:37,2         | 21.     |
| Aliona Baranowa        | Bieg na 5 km techniką dowolną     | —            | —            | —            | —               | —               | —               | —               | 15:02,9         | +11,4           | [ 19 ]  |
| Aliona Baranowa        | Sprint techniką klasyczną         | 3:31,48      | –            | 1. Q         | Brak informacji | Brak informacji | Brak informacji | Brak informacji | Brak informacji | Brak informacji | [ 21 ]  |
| Jekatierina Jewtiagina | Bieg na 7,5 km techniką klasyczną | —            | —            | —            | —               | —               | —               | —               | 28:37,0         | +3:14,5         | 26.     |
| Jekatierina Jewtiagina | Bieg na 5 km techniką dowolną     | —            | —            | —            | —               | —               | —               | —               | 16:32,9         | +1:41,4         | 34.     |
| Jekatierina Jewtiagina | Sprint techniką klasyczną         | 3:42,47      | +10,99       | 4. Q         | Brak informacji | Brak informacji | Brak informacji | Brak informacji | Brak informacji | Brak informacji | 5.      |
| Elwira Kanajewa        | Bieg na 7,5 km techniką klasyczną | —            | —            | —            | —               | —               | —               | —               | 28:49,9         | +3:27,4         | 31.     |
| Elwira Kanajewa        | Bieg na 5 km techniką dowolną     | —            | —            | —            | —               | —               | —               | —               | 15:49,0         | +57,5           | 12.     |
| Elwira Kanajewa        | Sprint techniką klasyczną         | 3:50,67      | +19,19       | 19. Q        | Brak informacji | 15.             | NQ              | NQ              | NQ              | NQ              | NQ      |
| Jekatierina Miegied    | Bieg na 7,5 km techniką klasyczną | —            | —            | —            | —               | —               | —               | —               | 27:54,1         | +2:31,6         | 19.     |
| Jekatierina Miegied    | Bieg na 5 km techniką dowolną     | —            | —            | —            | —               | —               | —               | —               | 15:33,9         | +42,4           | 4.      |
| Jekatierina Miegied    | Sprint techniką klasyczną         | 3:41,36      | +9,88        | 3. Q         | DNS             | 30.             | NQ              | NQ              | NQ              | NQ              | NQ      |

Chłopcy
| Zawodnik        | Konkurencja                      | Kwalifikacje | Kwalifikacje | Kwalifikacje | Ćwierćfinał     | Ćwierćfinał     | Półfinał        | Półfinał        | Finał           | Finał           | Finał   |
| Zawodnik        | Konkurencja                      | Wynik        | Strata       | Pozycja      | Wynik           | Pozycja         | Wynik           | Pozycja         | Wynik           | Strata          | Pozycja |
| --------------- | -------------------------------- | ------------ | ------------ | ------------ | --------------- | --------------- | --------------- | --------------- | --------------- | --------------- | ------- |
| Jegor Łonczakow | Bieg na 10 km techniką klasyczną | —            | —            | —            | —               | —               | —               | —               | 32:52,1         | +2:14,3         | 7.      |
| Jegor Łonczakow | Bieg na 7,5 km techniką dowolną  | —            | —            | —            | —               | —               | —               | —               | 21:19,1         | +1:31,8         | 29.     |
| Jegor Łonczakow | Sprint techniką klasyczną        | 3:26,28      | +21,09       | 49.          | NQ              | NQ              | NQ              | NQ              | NQ              | NQ              | NQ      |
| Artiom Maksimow | Bieg na 10 km techniką klasyczną | —            | —            | —            | —               | —               | —               | —               | 33:08,2         | +2:30,4         | 9.      |
| Artiom Maksimow | Bieg na 7,5 km techniką dowolną  | —            | —            | —            | —               | —               | —               | —               | 20:42,6         | +55,3           | 14.     |
| Artiom Maksimow | Sprint techniką klasyczną        | 3:12,25      | +7,06        | 8. Q         | Brak informacji | Brak informacji | Brak informacji | Brak informacji | Brak informacji | Brak informacji | [ 25 ]  |
| Władimir Rybkin | Bieg na 10 km techniką klasyczną | —            | —            | —            | —               | —               | —               | —               | 33:06,3         | +2:28,5         | 8.      |
| Władimir Rybkin | Bieg na 7,5 km techniką dowolną  | —            | —            | —            | —               | —               | —               | —               | 20:36,1         | +48,8           | 13.     |
| Władimir Rybkin | Sprint techniką klasyczną        | 3:14,22      | +9,03        | 13. Q        | Brak informacji | 21.             | NQ              | NQ              | NQ              | NQ              | NQ      |
| Siergiej Wołkow | Bieg na 10 km techniką klasyczną | —            | —            | —            | —               | —               | —               | —               | 35:12,9         | +4:35,1         | 45.     |
| Siergiej Wołkow | Bieg na 7,5 km techniką dowolną  | —            | —            | —            | —               | —               | —               | —               | 20:30,1         | +42,8           | 11.     |
| Siergiej Wołkow | Sprint techniką klasyczną        | 3:08,31      | +3,12        | 3. Q         | Brak informacji | Brak informacji | Brak informacji | Brak informacji | Brak informacji | Brak informacji | [ 25 ]  |

### Curling
| Zawodnicy                                                               | Konkurencja      | Faza grupowa   | Faza grupowa     | Faza grupowa  | Faza grupowa   | Faza grupowa  | Faza grupowa            | Półfinał | Finał |
| ----------------------------------------------------------------------- | ---------------- | -------------- | ---------------- | ------------- | -------------- | ------------- | ----------------------- | -------- | ----- |
| Walerija Dienisienko Alina Fachurtdinowa Dmitrij Łogwin Nikołaj Łysakow | Zawody drużynowe | Turcja · W 9–4 | Austria · W 16–1 | Węgry · P 5–6 | Czechy · W 7–2 | Dania · P 2–5 | Wielka Brytania · P 5–8 | NQ       | NQ    |

### Hokej na lodzie
| Zawodnicy | Konkurencja      | Faza grupowa | Faza grupowa     | Mecz o trzecie miejsce |
| --------- | ---------------- | ------------ | ---------------- | ---------------------- |
| Rosja     | Zawody drużynowe | Czechy P 1–2 | Szwajcaria W 7–1 | Finlandia P 1–3        |

### Łyżwiarstwo figurowe
Dziewczęta
| Zawodniczka       | Konkurencja | Program krótki | Program krótki | Program dowolny | Program dowolny | Wynik końcowy | Pozycja końcowa |
| Zawodniczka       | Konkurencja | Wynik          | Pozycja        | Wynik           | Pozycja         | Wynik końcowy | Pozycja końcowa |
| ----------------- | ----------- | -------------- | -------------- | --------------- | --------------- | ------------- | --------------- |
| Anna Szczerbakowa | Solistki    | 72,57          | 1.             | 130,22          | 1.              | 202,79        | [ 33 ]          |

Chłopcy
| Zawodnik      | Konkurencja | Program krótki | Program krótki | Program dowolny | Program dowolny | Wynik końcowy | Pozycja końcowa |
| Zawodnik      | Konkurencja | Wynik          | Pozycja        | Wynik           | Pozycja         | Wynik końcowy | Pozycja końcowa |
| ------------- | ----------- | -------------- | -------------- | --------------- | --------------- | ------------- | --------------- |
| Ilja Jabłokow | Soliści     | 74,76          | 1.             | 136,86          | 1.              | 211,62        | [ 35 ]          |

### Narciarstwo alpejskie
Dziewczęta
| Zawodniczka       | Konkurencja   | Czas    | Strata | Pozycja |
| ----------------- | ------------- | ------- | ------ | ------- |
| Polina Mielnikowa | Slalom        | 1:44:02 | +3,32  | 5.      |
| Polina Mielnikowa | Slalom gigant | 2:19,89 | +3,51  | 9.      |
| Jarosława Popowa  | Slalom        | 1:46,88 | +6,18  | 18.     |
| Jarosława Popowa  | Slalom gigant | 2:20,62 | +4,24  | 19.     |
| Anna Szuchowa     | Slalom        | DNF     | DNF    | DNF     |
| Anna Szuchowa     | Slalom gigant | DNS     | DNS    | DNS     |
| Darja Szustrowa   | Slalom        | DNF     | DNF    | DNF     |
| Darja Szustrowa   | Slalom gigant | 2:20,14 | +3,76  | 12.     |

Chłopcy
| Zawodnik             | Konkurencja | Czas    | Strata | Pozycja |
| -------------------- | ----------- | ------- | ------ | ------- |
| Nikita Kazazajew     | Slalom      | 1:55,04 | +2,99  | 7.      |
| Grigorij Krawczenko  | Slalom      | DNF     | DNF    | DNF     |
| Aleksandr Kudriawcew | Slalom      | 2:01,09 | +9,04  | 29.     |
| Aleksandr Michajłow  | Slalom      | 2:00,64 | +8,59  | 28.     |

### Short track
Dziewczęta
| Zawodniczka              | Konkurencja      | Eliminacje | Eliminacje | Ćwierćfinał | Ćwierćfinał | Półfinał | Półfinał | Finał             | Finał   | Pozycja końcowa |
| Zawodniczka              | Konkurencja      | Czas       | Pozycja    | Czas        | Pozycja     | Czas     | Pozycja  | Czas              | Pozycja | Pozycja końcowa |
| ------------------------ | ---------------- | ---------- | ---------- | ----------- | ----------- | -------- | -------- | ----------------- | ------- | --------------- |
| Anastasija Konstantinowa | Wyścig na 1500 m | 2:37,282   | 2. Q       | —           | —           | 2:53,233 | 6. FA    | Finał A: 2:41,048 | 5.      | 5.              |
| Anastasija Konstantinowa | Wyścig na 500 m  | 45,938     | 1. Q       | 46,036      | 1. Q        | 45,808   | 3. FB    | Finał B: 46,374   | 1.      | 5.              |
| Anna Mazałowa            | Wyścig na 1500 m | 2:43,992   | 2. Q       | —           | —           | 2:29,973 | 2. FA    | Finał A: 2:40,967 | 4.      | 4.              |
| Anna Mazałowa            | Wyścig na 500 m  | 46,887     | 2. Q       | 46,526      | 2. Q        | 45,820   | 5.       | NQ                | NQ      | 9.              |

Chłopcy
| Zawodnik           | Konkurencja      | Eliminacje | Eliminacje | Ćwierćfinał | Ćwierćfinał | Półfinał | Półfinał | Finał             | Finał   | Pozycja końcowa |
| Zawodnik           | Konkurencja      | Czas       | Pozycja    | Czas        | Pozycja     | Czas     | Pozycja  | Czas              | Pozycja | Pozycja końcowa |
| ------------------ | ---------------- | ---------- | ---------- | ----------- | ----------- | -------- | -------- | ----------------- | ------- | --------------- |
| Władimir Bałbiekow | Wyścig na 1500 m | 2:24,371   | 1. Q       | —           | —           | 2:25,701 | 1. FA    | Finał A: 2:25,074 | 2.      | [ 39 ]          |
| Władimir Bałbiekow | Wyścig na 500 m  | 43,804     | 1. Q       | 43,254      | 1. Q        | 43,424   | 2. FA    | DSQ               | DSQ     | 4.              |
| Daniił Nikołajew   | Wyścig na 1500 m | 2:24,790   | 2. Q       | —           | —           | 2:31,880 | 2. FA    | Finał A: 2:58,428 | 7.      | 7.              |
| Daniił Nikołajew   | Wyścig na 500 m  | 43,795     | 1. Q       | 43,563      | 1. Q        | 56,765   | 5.       | NQ                | NQ      | 9.              |

### Snowboarding
Dziewczęta
| Zawodniczka      | Konkurencja | Kwalifikacje | Kwalifikacje | Finał | Finał   |
| Zawodniczka      | Konkurencja | Wynik        | Pozycja      | Wynik | Pozycja |
| ---------------- | ----------- | ------------ | ------------ | ----- | ------- |
| Anna Kowałewska  | Slopestyle  | 42,33        | 20.          | NQ    | NQ      |
| Anna Kowałewska  | Big Air     | 40,00        | 18.          | NQ    | NQ      |
| Kamila Magrufowa | Slopestyle  | 41,00        | 21.          | NQ    | NQ      |
| Kamila Magrufowa | Big Air     | 45,67        | 16.          | NQ    | NQ      |
| Barbara Romanowa | Slopestyle  | 72,00        | 8.           | NQ    | NQ      |
| Barbara Romanowa | Big Air     | 78,33        | 10.          | NQ    | NQ      |

Chłopcy
| Zawodnik            | Konkurencja | Kwalifikacje    | Kwalifikacje    | Półfinał | Półfinał | Finał  | Finał   |
| Zawodnik            | Konkurencja | Wynik           | Pozycja         | Wynik    | Pozycja  | Wynik  | Pozycja |
| ------------------- | ----------- | --------------- | --------------- | -------- | -------- | ------ | ------- |
| Jarosław Łenczewski | Slopestyle  | Brak informacji | Brak informacji | 80,00    | 13.      | NQ     | NQ      |
| Jarosław Łenczewski | Big Air     | Brak informacji | Brak informacji | —        | —        | 152,75 | 6.      |
| Daniił Stiepanow    | Slopestyle  | Brak informacji | Brak informacji | 62,25    | 19.      | NQ     | NQ      |
| Daniił Stiepanow    | Big Air     | 11,67           | 42.             | —        | —        | NQ     | NQ      |
| Timofiej Striukow   | Slopestyle  | 31,00           | 39.             | NQ       | NQ       | NQ     | NQ      |
| Timofiej Striukow   | Big Air     | 63,33           | 20.             | —        | —        | NQ     | NQ      |
| Igor Tarakanow      | Slopestyle  | Brak informacji | Brak informacji | 75,75    | 15.      | NQ     | NQ      |
| Igor Tarakanow      | Big Air     | Brak informacji | Brak informacji | —        | —        | 150,25 | 7.      |